# 12. група хемијских елемената
12. група хемијских елемената је једна од 18 група у периодном систему елемената према  номенклатури. У овој групи се налазе: цинк, кадмијум, жива и коперницијум. Сва четири елемента ове групе су прелазни метали. Цинк, кадмијум и жива се јављају у природи док је коперницијум вештачки добијен. Атомске масе ових елемената крећу се између 65,41 и 285. Ова група носи назив и IIB група хемијских елемената.

## Физичка и атомска својства
Као и друге групе периодног система, чланови групе 12 показују обрасце у својој електронској конфигурацији, посебно најудаљеније љуске, што резултира трендовима у њиховом хемијском понашању:
|     | Елемент      | Бр. електрона/љуска                  |
| --- | ------------ | ------------------------------------ |
| 30  | цинк         | 2, 8, 18, 2                          |
| 48  | кадмијум     | 2, 8, 18, 18, 2                      |
| 80  | жива         | 2, 8, 18, 32, 18, 2                  |
| 112 | коперницијум | 2, 8, 18, 32, 32, 18, 2 (предвиђено) |

Свеи елементи групе 12 су меки, дијамагнетни, двовалентни метали. Они имају најниже тачке топљења међу свим прелазним металима. цинк је плавичасто-бео и сјајан, иако већина уобичајених комерцијалних метала има безизражајну завршну обраду. Цинк се у ненаучним контекстима назива и спелтер. Кадмијум је мекан, савитљив, растегљив и плавичасто-беле боје. Жива је течан, тежак, сребрно-бели метал. То је једини уобичајени течни метал на обичним температурама, а у поређењу са другим металима, лош је проводник топлоте, али је добар проводник електричне енергије.
Доња табела представља резиме кључних физичких својстава елемената групе 12. Подаци за коперницијум засновани су на релативистичким симулацијама теорије густине и функционалности.
| Назив           | Цинк                     | Кадмијум      | Жива         | Коперницијум   |
| --------------- | ------------------------ | ------------- | ------------ | -------------- |
| Тачка топљења   | 693 (420 °C)             | 594 (321 °C)  | 234 (−39 °C) | 283±11 K(10 °C) |
| Тачка кључања   | 1180 (907 °C)            | 1040 (767 °C) | 630 (357 °C) | 340±10 K(60 °C) |
| Густина         | 7,14 −3                  | 8,65 −3       | 13,534 −3    | 14,0 −3        |
| Изглед          | сребрнасто плавичастосив | сребрно-сив   | сребрнаста   | ?              |
| Атомски радијус | 135 pm                     | 155 pm          | 150 pm         | ? 147          |

Цинк је нешто мање густ од гвожђа и има хексагоналну кристалну структуру. Овај метал је тврд и ломљив на већини температура, али постаје савитљив између 100—150 °C (212—302 °F). Изнад 210 °C (410 °F), метал поново постаје ломљив и може се уситнити млаћењем. Цинк је добар проводник електричне струје. За метал, цинк има релативно ниске тачке топљења (419,5 °C, 787,1 °F) и тачке кључања (907 °C, 1.665 °F). Кадмијум је по много чему сличан цинку, али ствара комплексна једињења. За разлику од других метала, кадмијум је отпоран на корозију и стога се користи као заштитни слој тако што се наноси на друге метале. Као расути метал, кадмијум је нерастворљив у води и није запаљив; међутим, у прашкастом облику може изгорети и ослободити отровне паре. Жива има изузетно ниску температуру топљења за метал са d-блоком. Потпуно објашњење ове чињенице захтева дубоко квантно физично разматрање, али се може сажети на следећи начин: жива има јединствену електронску конфигурацију где електрони испуњавају све доступне 1s, 2s, 2p, 3s, 3p, 3d, 4s, 4p, 4d, 4f, 5s, 5p, 5d и 6s подљуске. Како се таква конфигурација снажно опире уклањању електрона, жива се понаша слично елементима племенитог гаса, који стварају слабе везе и стога се слично опходе и лако топљиве чврсте материје. Стабилност 6s љуске је последица присуства испуњене 4f љуске. Љуска f слабо екранизује нуклеарни набој који повећава атрактивну Кулонску интеракцију љуске 6s и језгра (види контракцију лантанида). Одсуство испуњене унутрашње љуске разлог је нешто веће температуре топљења кадмијума и цинка, иако се оба ова метала и даље лако топе и уз то имају необично ниске тачке кључања. Злато има атоме са једним 6s електроном мање од живе. Ти електрони се лакше уклањају и деле између атома злата формирајући релативно јаке металне везе.
Цинк, кадмијум и жива чине велики распон легура. Међу онима који садрже цинк, месинг је легура цинка и бакра. Остали метали за које се одавно зна да формирају бинарне легуре са цинком су алуминијум, антимон, бизмут, злато, гвожђе, олово, жива, сребро, калај, магнезијум, кобалт, никал, телур и натријум. Иако ни цинк, ни цирконијум нису феромагнетни, њихова легура ZrZn
2 показује феромагнетизам испод 35 . Кадмијум се користи у многим врстама лемљења и легура лежаја, због ниског коефицијента трења и отпорности на замор. Такође се налази у неким од легура са најнижим талиштем, као што је Вудов метал. Пошто је течност, жива раствара друге метале, а легуре које настају називају се амалгами. На пример, такви амалгами су познати са златом, цинком, натријумом и многим другим металима. Пошто је гвожђе изузетак, гвоздени фласкови су се традиционално користиле за трговину живом. Остали метали који не стварају амалгаме са живом су тантал, волфрам и платина. Натријум амалгам је уобичајено редукционо средство у органској синтези, а такође се користи у натријумовим лампама под високим притиском. Жива се лако комбинује са алуминијумом и формира алуминијумски амалгам када два чиста метала дођу у контакт. Пошто амалгам реагује са ваздухом дајући алуминијум оксид, мале количине живе нагризају алуминијум. Из тог разлога, жива није дозвољена у авионима у већини околности због опасности да формира амалгам са изложеним алуминијумским деловима авиона.